# Бинья Дала
Бинья Дала (бирм. ဗညားဒလ); также известен как Банья Дала (? — декабрь 1774) — второй и последний король Возрожденного Королевства Хантавади (1747—1757). Ключевой лидер в возрождении моноязычного королевства в 1740 году, которое успешно восстало против правления династии Таунгу. Хотя Смимтхо Буддакетти был первым королем, именно Бинья Дала был первым министром, который обладал реальной властью. После того как номинальный король отрекся от престола в 1747 году, Бинья Дала, местный монский дворянин с бирманским именем Аун Хла (бирм. အောင်လှ), был избран королем Возрожденного Хантавади.
Бинья Дала продолжил войну против династии Таунгу, начав полномасштабное вторжение в Верхнюю Бирму в 1750 году и захватив столицу Ава в апреле 1752 года. Бинья Дала ошибочно полагал, что Верхняя Бирма была завоевана, и отозвал две трети сил своей армии обратно в Пегу, оставив только треть для зачистки покоренной территории. Оставшиеся силы Хантавади вскоре столкнулись с серьезным сопротивлением, оказанным Алаунпхайей, который основал новую династию под названием Конбаун, чтобы бросить вызов монским захватчикам. К декабрю 1753 года силы Королевства Хантавади были изгнаны из Верхней Бирмы.
В марте 1754 года Бинья Дала предпринял еще одно полномасштабное вторжение в Верхнюю Бирму. Поначалу вторжение прошло успешно, моны осадили Аву и продвинулись вглубь страны, но в конечном счете потерпели неудачу и были отброшены назад с тяжелыми потерями. После поражения руководство Хантавади активизировало свою «саморазрушительную» политику этнической поляризации на юге королевства. Бинья Дала казнил всех аванских пленников, включая последнего короля Таунгу, и стал требовать, чтобы все бирманцы на юге носили серьгу с печатью наследника Пегу и стриглись по-монски в знак верности.
После неудавшегося вторжения на север войска Бинья Дала и Хантавади заняли оборону. Алаунпхая во главе бирманской армии захватила дельту Иравади в мае 1755 года. Столица Пегу была взята в мае 1757 года. Бинья Дала был схвачен и заключен в тюрьму. Он прожил под домашним арестом более 17 лет. В декабре 1774 года король Схинбьюшин, второй сын Алаунпхаи, приказал казнить пленного короля после того, как в 1773 году моны подняли восстание, чтобы восстановить на троне плененного короля.

## Предыстория
Пегу (Баго) находился в ужасающем разоренном состоянии после того, как в 1634 году Тхалун перенес столицу Восстановленной династии Таунгу из Пегу в Аву (Инва). Это была жалкая тень своего некогда великолепного шумного мегаполиса. Пегу утратил свою пригодность как морской порт из-за заиливания реки Пегу. Тогда выбор был между Сириамом (Танхльином) и Авой в качестве столицы. С экономической точки зрения, Сириам был бы лучшим выбором, где можно было бы эффективно поддерживать торговлю с внешним миром. Но Тхалун выбрал Аву в пользу традиций и изоляции. Объединенное королевство бирманцев и монов, которое укрепляли короли Табиншвехти (1530—1550) и Байиннаун (1550—1581), больше не существовало, вместо этого Хантавади рассматривался как оккупированная территория.

## Восстание монов
В 1740 году, во время правления Махадхаммаразы Дипади из Таунгу, шаны из Окпо вместе с депортированными монами изгнали бирманцев из Мадайи, воспользовавшись хаосом, созданным непрерывными грабежами со стороны манипурских всадников, с которыми не могло справиться правительства в Аве. Также воспользовавшись возможностью, бирманский губернатор Пегу Маун Тха Аун провозгласил себя королем Пегу. Он двинулся на Сириам, но его войска взбунтовались и убили его. Король Авы послал своего дядю Миньяэ Аун Наин в Пегу, чтобы восстановить порядок, но жители Пегу подняли оружие, убили его и перебили его отряд. Затем восставшие моны избрали бывшего монаха и провозгласили его королем Восстановленного Королевства Хантавади с титулом Смимтхо Буддхакети. Он был популярным, но неэффективным лидером, который не хотел брать на себя ответственность за управление или командование армией, проводя большую часть своего времени в поисках белого слона в джунглях.

## Возвышение Биння Дала
Сообщается, что Биння Дала (бирманское имя: Аун Хла) прибыл из Чиангмая со стадом слонов. Смимтхо Буддакетти назначил его хозяином слонов. Он быстро возвысился до должности первого министра и стоял у власти за марионеточным королем. К 1745 году войска Хантавади успешно укрепились в Нижней Бирме, заняв приграничные города Пьи и Таунгу. В 1746 году Смитхо Буддакетти отрекся от трона, и монские министры провозгласили королем Бинью Далу. Его младший брат стал наследником по титулу Упаяза (Упараджа). Бинья Дала объявил, что Монская империя снова будет восстановлена во всём своём великолепии, процветании и величии, и поклялся в своем намерении подчинить короля Авы и других соседних королей Королевству Хантавади. Он назначил Талабана своим главнокомандующим. В монских хрониках записано, что Смимтхо Буддакетти был опытным астрологом и, читая свой гороскоп, он увидел предзнаменование катастрофы. В духе самопожертвования он отрекся от престола, надеясь, что вождь с удачей сможет руководить народом Хантавади их судьбой.
Бинья Дала собрал большую армию из шестидесяти тысяч человек и флотилию боевых судов, чтобы защитить сотни лодок с провизией, необходимой для военной экспедиции на север. Он закупал огнестрельное оружие, пушки и боеприпасы у европейских торговцев и каперов. Он нанял к себе на службу голландцев и португальцев.
Полномасштабное вторжение в Верхнюю Бирму началось в сезон дождей 1751 года. В начале 1752 года Бинья Дала окружил Аву. Шаны прибыли из Мадайи и присоединились к монской армии. Ава пала, а Махадхаммараза Дипади, последний король династии Таунгу (1733—1752), был взят в плен со всей семьей, за исключением двух сыновей, которым удалось бежать в Сиам.
Заняв Аву и считая, что завоевание Верхней Бирмы завершено, Бинья Дала вернулся в Пегу, взяв с собой захваченного короля и его семью. Он оставил своего брата Упаязу и военачальника Талабан, чтобы управлять Авой и принять присягу на верность бирманским чиновникам, знати и дворянам. Многие сельские старосты покорились и приняли клятву на верность . Это был пик могущества Возрожденного Королевства Хантавади.

## Подъем Алаунпхайи
Сопротивление возглавил наследственный вождь по имени Аун Зея из Моксобо, который убедил 46 близлежащих деревень присоединиться к нему в сопротивлении:291–292. Один из офицеров Хантавади послал отряд из пятидесяти человек в окрестности Моксобо и вызвал Аун Зея, чтобы тот явился и принес присягу. Он пришел с двадцатью людьми, но застал монский отряд врасплох и уничтожил его. Затем был отправлен более сильный отряд, и Аун Зея устроил им засаду в джунглях и разбил их с большими потерями. Затем Аун Зея провозгласил себя королем и принял имя Алаунпхая и основал новую королевскую династию Конбаун. Он переименовал Моксобо в Шуэбо и укрепил деревню частоколами и рвом.
Упаяза недооценил важность сопротивления, возглавляемого мелким деревенским вождями, и допустил самую большую ошибку королевства Хантавади. Он неосознанно решил вернуться в Пегу, взяв с собой двадцать тысяч человек и большую часть флотилии, оставив полководца Талабана, чтобы завершить усмирение Шуэбо. Основанием для переброски войск из Авы в Пегу послужила предполагаемая Сиамская угроза, возникшая в результате недавней аннексии Верхнего Тенассерима.
Талабан знал, что необходимо подавить зарождающееся восстание, и повел сильный отряд к крепости Шуэбо, но не смог взять её без артиллерии. Он отступил с большими потерями. Бинья Дала отозвал Талабана и заменил его Таунгу Нгвегунму. Но замена не изменила ситуацию, и солдаты Хантавади терпели одно поражение за другим. Тем временем Алаунпхая сумел собрать большую армию и консолидировать большую часть Верхней Бирмы, оттеснив силы Хантавади и их союзников-шанов. В январе 1754 года семнадцатилетний второй сын Алаунгпайи, Схинбьюшин, захватил Аву Аву. Однако командиру сил Хантавади и его воинам удалось ночью бежать в Пегу.

## Падение Биньи Далы
В марте 1754 года Бинья Дала, наконец, отправил всю армию во главе с своим братом Упаязой и Талабаном в карательный поход на Верхнюю Бирму. Они разбили войска Конбаунов под предводительством сыновей Алаунгпайи, Наундоджи и Схинбьюшина, при Мьингяне. Одна армия Хантавади преследовала Наундоджи до Кьяукмьяунга близ Шуэбо. Другая армия загнала Схинбьюшина обратно в Аву. Затем Алаунпхая контратаковал Мьингьян большими силами, и силы Хантавади понесли большие потери. Схинбьюшин также прорвал осаду Авы. Упаяза отступил к Пьи и на лодках бежал в Пегу. Талабану снова пришлось собрать армию и остаться перед Пьи.
Бинья Дала решил взять Пьи и послал войско во главе с другим своим братом Упаязой и Талабаном осаждать город. Перед тем как армия выступила в поход, заключенный в тюрьму король Таунгу Махадхаммараза Дипади и другие пленники были казнены под предлогом того, что они были вовлечены в заговор. Этот непродуманный поступок был еще одной политической ошибкой. Эта акция также толкнула сторонников свергнутого короля в лагерь Алаунпхаи. Кроме того, региональная война все больше и больше превращалась в этнический конфликт.
Войска Хантавади осадили город Пьи в январе 1755 года. Алаунпхая лично возглавил армию Конбауна, чтобы освободить город, захватив много огнестрельного оружия, пушек, боеприпасов и многих военнопленных . Затем Алаунпхая двинулся на юг с бирманской армией, получив подчинение от Таунгу, Хинтады, Мяунгмьи, Патхейна и Тандве. Наступая через Данубью, он изгнал силы Хантавади из Дагоуна, который он переименовал в Янгон (Конец раздора).

## Битва при Сириаме
Силы Хантавади отступили и сосредоточились в хорошо укрепленном городе Сириам. Им помогал француз Сьер де Бруно. Сьер де Бруно прибыл в Пегу в 1751 году в качестве резидента Жозефа Франсуа Дуплекса, генерал-губернатора Пондиччери (Французская Индия) с амбициозным планом расширения французского влияния в Бирме. Бруно преуспел в получении договора о дружбе от Биньи Далы, пообещав французскую военную помощь в обмен на торговые уступки. Встревоженные англичане заняли остров Неграйс. Главой поселка Неграйс был мистер Брук. Как французские, так и английские Ост-Индские компании имели фактории в Сириаме. Как французы, так и англичане в равной степени стремились поддержать победившую сторону, и между агентами соответствующих компаний и воюющими сторонами в Бирме часто велись тайные переговоры о поставках огнестрельного оружия, пушек, боеприпасов и активной военной поддержке.
В сезон дождей 1755 года Алаунпхая покинул Янгон, чтобы справиться с угрозой столице со стороны северных шанских племен, оставив большую часть своей армии в Янгоне. Силы Хантавади, состоявшие из двух французских кораблей, вооруженного парусника, принадлежащего Биньи Дале, и 200 боевых лодок, атаковали силы Конбауна в Янгоне. Когда французские корабли попали под пушечный выстрел, они открыли огонь, и с военных лодок Хантавади начали стрелять из мушкетов по флотилии Конбауна. Флот Конбаунов укрылся в ручье, защищенный мангровыми зарослями и огнем из нескольких орудий, установленных на временных сооружениях на берегу реки. По настойчивому обращению Упаязы к капитанам частных английских судов «Хантер», «Элизабет» и Ост-Индской компании корабль «Аскот» они открыли огонь по флоту Конбауна. Столкнувшись с испепеляющим огнем неожиданных врагов, войска Конбауна были вынуждены оставить свои лодки и укрыться в роще. Не желая отвечать на огонь из рощи, силы Хантавади отказались от попыток захватить флот Конбауна и вместо этого отступили в Сириам. Если бы силы Хантавади воспользовались критической возможностью с чуть большей решимостью, они могли бы склонить чашу весов в свою пользу.
Тем временем Брук продвигал свои переговоры с Алаунпхаей, передав капитану Бейкеру и лейтенанту Норту подарки и инструкции для заключения договора о дружбе и союзе. Алаунпхая согласился, чтобы англичане остались в Неграйсе, но вместо подписания какого-либо договора с Ост-Индской компанией биранский король отправил письмо на золотом листе, украшенном драгоценными камнями, непосредственно королю Великобритании Георгу II. Король Георг II полностью проигнорировал его.
Силы Хантавади предприняли еще одну попытку штурма Янгонских высот и укрепленных мангровых зарослей. Им снова помогали «Аскот» и два частных английских корабля. Англичане утверждали, что их заставили участвовать. Силы Хантавади на воде состояли из трех английских и одного французского кораблей и 300 военных лодок. Войска Конбауна придумали хитроумный маневр: они привязали несколько лодок, наполнили их горючими материалами и спустили эти горящие лодки вниз по весеннему приливу к вражеским кораблям, стоявшим на якоре. Корабли были вынуждены поднять якорь и отступить. Французский корабль едва избежал гибели. После этого сухопутные силы Хантавади были легко отброшены, и все они отступили в Сириам.
Алаунпхая вернулся в Янгон в начале 1756 года и немедленно атаковал Сириам, используя отряд из 93 специально отобранных добровольцев, которые ночью взобрались на стены и открыли крепкие деревянные ворота. Только 20 добровольцев пережили штурм. Большинству монских офицеров удалось бежать, но европейцев взяли в плен. Был захвачен огромный запас военного снаряжения.
Через два дня после падения Сириама из Пондиччери прибыли два французских спасательных корабля — «Галетей» и «Флери», груженные солдатами, оружием, боеприпасами и продовольствием. Небольшая лодка, посланная ими, была перехвачена людьми Конбауна. Алаунпхая заставил захваченного в плен Бруно написать капитанам, чтобы они шли вверх по реке. Они так и сделали, сели на мель и оказались окруженными боевыми судами Конбауна. На борту кораблей находилось двести французских офицеров и солдат, которых насильно зачислили в армию Конбауна. Добыча включала тридцать пять корабельных орудий, пять полевых пушек и более тысячи мушкетов. Бруно и его подчиненные были казнены.

## Битва
Главная армия под командованием Алаунпхаи двинулась из Сириама на Пегу в сентябре 1756 года, а другая бирманская армия двинулась на юг из Таунгу. Объединенные армии вместе с речной флотилией осадили Пегу, доведя жителей города от голода и нищеты. Бинья Дала решил послать свою единственную незамужнюю дочь в качестве мирной жертвы. Талабан, который был помолвлен с принцессой, яростно протестовал и предложил возглавить отряд из шестисот отборных воинов, чтобы либо снять осаду и добиться почетного мира, либо погибнуть. Но военный совет и Упаяза поддержали предложение Биньи Далы о капитуляции. В течение ночи Талабан, его семья и преданный отряд его последователей на слонах и лошадях прорвались через осаждающие линии и бежали в Ситтаун. Принцессу отправили в паланкине в сопровождении Упаязы и в окружении сотни девиц. Упаяза был взят в заложники, а принцесса была передана стражам женских покоев. На несколько дней военные действия были приостановлены. Но Алаунпхая внедрил в город секретных агентов и оружие. Они были обнаружены и преданы смерти. Военные действия возобновились. В 1757 году воины Конбауна предприняли ночную атаку на одни из ворот, и защитники бежали, позволив осаждающим ворваться внутрь. Город был отдан на разграбление, и многие монские знатные лица были убиты. Тысячи мужчин, женщин и детей были проданы в рабство. Городские стены и двадцать ворот, построенные Табиншвехти и Байиннауном двести лет назад, были разрушены до основания.

## Последствия
Алаунпхая приступил к подчинению восточного района между Пегу и границей с Сиамом. Он настиг бежавшего Талабана в Моттаме. Когда Талабан узнал о приближении войск Конбауна, он бежал в лес, оставив там свою семью и многих своих преданных последователей. Алаунпхая схватил всю его семью и последователей, угрожая казнить их. Тогда Талабан добровольно сдался и, когда его привели к королю, умолял освободить его семью и друзей в обмен на его жизнь. Поражённый таким проявлением великодушия, Алаунпхая великодушно простил генерала Талабана и приказал освободить пленников. Впоследствии он выделил Талабану почётное место на своей службе. Талабан верно выполнял свои обязанности во время правления Алаунпхаи.
В 1774 году второй сын Алаунпхаи, Схинбьюшин (1763—1776), совершил торжественную процессию вниз по Аявади в Янгон. Там он обвинил бывшего короля Бинью Далу, который находился в плену в течение 17 лет, в возбуждении монов к восстанию в 1773 году. Бинья Далла был признан виновным и публично казнён.